# Arno Bieberstein
Arno Bieberstein (nacido el 24 de octubre de 1884 en Magdeburgo, † 7 de julio de 1918) fue un nadador alemán.
En su carrera, empezando por el flotador Hellas SC Magdeburg, fue en el Campeonato de Alemania desde 1905 hasta 1907, por tres veces consecutivas salió campeón en categoría 100 metros espalda. En los Juegos Olímpicos de Londres en 1908 ganó la medalla de oro en los 100 metros espalda.
Profesionalmente Bieberstein trabajó como empleado de banca. En 1988 fue incluido en el Salón de la Fama de la natación internacional.